# Мерц, Матиас
Матиас Мерц (англ. Matthias Merz; 1 февраля 1984, Менцикен, Швейцария) — швейцарский ориентировщик, чемпион мира, призёр чемпионатов Европы по спортивному ориентированию.
В юношеском возрасте три раза становился чемпионом мира среди юниоров.
Удачно провел чемпионат мира в Киеве в 2007 году выиграв длинную дистанцию и завоевав серебро в спринте.

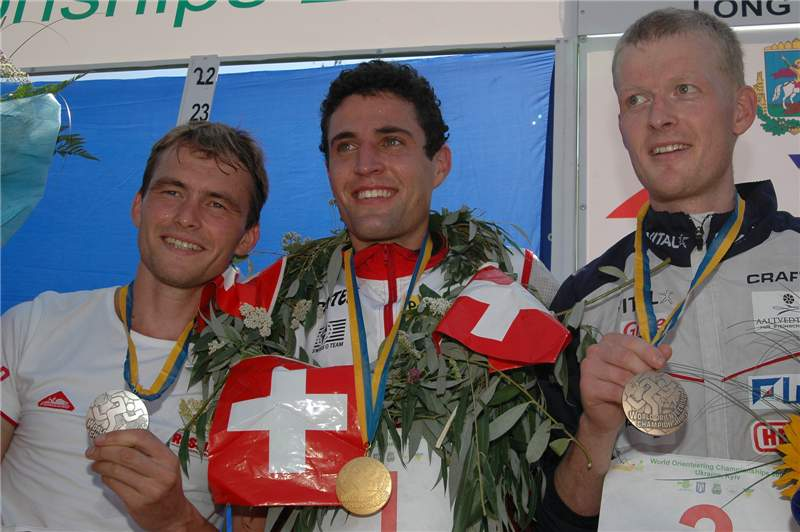
Матиас Мерц с золотой медалью чемпионата мира 2007. Слева направо А. Храмов (2), Матиас Мерц (1), А. Нордберг (3)

На чемпионате Европы в Вентспилсе в 2008 в составе сборной команды Швейцарии завоевал серебряные медали, уступив лишь российской мужской эстафетной команде, за которую выступали Дмитрий Цветков, Андрей Храмов и Валентин Новиков.